# Jürgen Degenhardt
Jürgen Degenhardt (* 21. Oktober 1930 in Dresden als Hans-Jürgen Degenhardt; † 1. August 2014 in Erfurt) war ein deutscher Liedtexter, Schauspieler, Regisseur und Buchautor. Er galt als erfolgreicher deutscher Musical-Autor.

## Biografie
Degenhardt wurde 1930 in Dresden geboren; zwei Jahre später kehrten seine Eltern nach Erfurt zurück. In Erfurt besuchte er von 1941 bis 1949 das Realgymnasium „Zur Himmelspforte“ und machte dort 1949 sein Abitur. Von 1949 bis 1951 besuchte er die Schauspielschule des Deutschen Theaters in Berlin, dann bis 1952 die Staatliche Schauspielschule Berlin. Von 1952 bis 1957 war er Schauspieler und Regieassistent am Deutschen Theater und bis 1962 Regisseur der Theaterabteilung des Fernsehens der DDR. Ab 1955 führte er in Adlershof etwa 75 Mal Regie bei der beliebten Kindersendung Meister Nadelöhr. In den Jahren 1962/63 arbeitete er bei der DEFA, anschließend war er selbständig tätig. Degenhardt war mit der Opernsängerin und Operettensängerin Gisela Galander verheiratet. Er lebte in Erfurt, schrieb Gedichte, Schlager, Chansons und Musicaltexte. Eine intensive Zusammenarbeit pflegte er mit Gerd Natschinski (1928–2015).
Am 1. August 2014 erlag er in Erfurt einem Krebsleiden.

## Filmografie
- 1955: Hotelboy Ed Martin
- 1957: Polonia-Express
- 1958: Geschwader Fledermaus

## Theater
- 1953: Roger Vailland: Colonel Foster ist schuldig – Regie: Herwart Grosse/Wolfgang Langhoff (Deutsches Theater Berlin – Kammerspiele)
- 1953: Julius Hays: Der Putenhirt (Otto) – Regie: Fritz Wendel (Deutsches Theater Berlin – Kammerspiele)
- 1956: Peter Hacks: Eröffnung des indischen Zeitalters – Regie: Ernst Kahler (Deutsches Theater Berlin)

## Auszeichnungen
- 1967: Journalisten- und Publikumspreis beim Sopot Festival
- 1970: 1. Preis im Schlagerwettbewerb der DDR
- 1976: Sonderpreis für Chanson Die Rose war rot
- 1977: Sonderpreis für Autoren bei den Tagen des Chansons in Frankfurt/Oder
- 1978: Preis im 1. Musiktheater-Wettbewerb
- 1980: Kulturpreis der Stadt Erfurt
- 1999: Preis der GEMA-Stiftung (mit Helmut Bez), auf Vorschlag der Dramatiker Union

## Werke
Degenhardt verfasste zahlreiche Musicals, Operetten, Revuen, Singspiele (Heiteres Musiktheater) und Lustspiele, darunter:
- “Servus Peter”, Lustspiel, mit Helmut Bez und Gerd Natschinski, UA Chemnitz 1961
- “Musik ist mein Glück”, Lustspiel, mit Helmut Bez, UA Eisleben 1962
- “Die schwarze Perle”, Operette, mit Helmut Bez, UA Erfurt 1962
- “Die Frau des Jahres”, Revue-Stück, mit Helmut Bez, UA Berlin 1963
- “Mein Freund Bunbury”, Musical, mit Helmut Bez und Gerd Natschinski, UA Berlin 1964
- “Der Mann, der Dr. Watson war”, Revue, mit Helmut Bez, UA Berlin 1964
- “Sie sind zauberhaft, Madame”, Revue, mit Helmut Bez, UA Eisleben 1966
- “Reise ins Ehebett”, Liedtexte 1966
- “Heißer Sommer”, Liedtexte 1968
- Kleinstadtgeschichten, Singspiel – Musik von Günter Reese und Harry Sander – Textbuch mit Helmut Bez – Uraufführung: 18. Februar 1967, Theater Erfurt
- “Froufrou”, Musical, mit Helmut Bez, UA Erfurt 1969
- “Bretter, die die Welt bedeuten”, Musical, mit Helmut Bez, UA Berlin 1970
- “Die Reise um die Erde in 40 Tagen”, Revue, mit Helmut Bez, UA Berlin 1970
- “Die Wette des Mister Fogg”, Musical, mit Helmut Bez, UA Leipzig 1971
- “Terzett”, Musical, mit Helmut Bez und Gerd Natschinski, UA Leipzig 1974
- “Keep Smiling”, Musical, mit Helmut Bez, UA Leipzig 1976
- “Casanova”, Musical, m. H. Bez, UA Berlin 1976
- “Liebhabereien”, Lustspiel, m. H. Bez, UA Parchim 1978
- “Prinz von Preußen”, Musical, m. H. Bez, UA Erfurt 1978
- Helmut Bez, Jürgen Degenhardt, H. P. Hofmann: Musical. Geschichte und Werke, Lied der Zeit, Berlin 1981
- “Ein Fall für Sherlock Holmes”, Musical, UA Erfurt 1982
- “Caballero”, Musical, mit Gerd Natschinski, UA Leipzig 1988
- “Martin oder Die Gerechtigkeit Gottes”, Stück, UA Wittenberg 1993[4]